# Salsola koichabica
Salsola koichabica är en amarantväxtart som beskrevs av Viktor Petrovitj Botjantsev. Salsola koichabica ingår i släktet sodaörter, och familjen amarantväxter. Inga underarter finns listade i Catalogue of Life.